# Наволокин, Сергей Анатольевич
Сергей Анатольевич Наволокин (род. 13 октября 1963, Алма-Ата) — советский велогонщик. Заслуженный мастер спорта СССР (1984).

## Карьера
Бронзовый призёр молодёжного чемпионата мира 1980 года. Серебряный призёр молодёжного чемпионата мира 1981 года. 
В 1983 году становится Чемпионом мира в командной гонке, побеждает в нескольких международных турнирах и отбирается на Олимпиаду 1984 года. Но в силу международной обстановки на Олимпиаду советская команда не поехала. 
В 1984 году Сергей становится чемпионом СССР и серебряным призёром турнира «Дружба-84».